# Rhaphidostegium virescentifolium
Rhaphidostegium virescentifolium là một loài Rêu trong họ Sematophyllaceae. Loài này được (Müll. Hal.) Paris miêu tả khoa học đầu tiên năm 1900.